# Molophilus perdistinctus
Molophilus perdistinctus là một loài ruồi trong họ Limoniidae. Chúng phân bố ở miền Australasia.